# Jerzy Krzysztoń (pisarz)

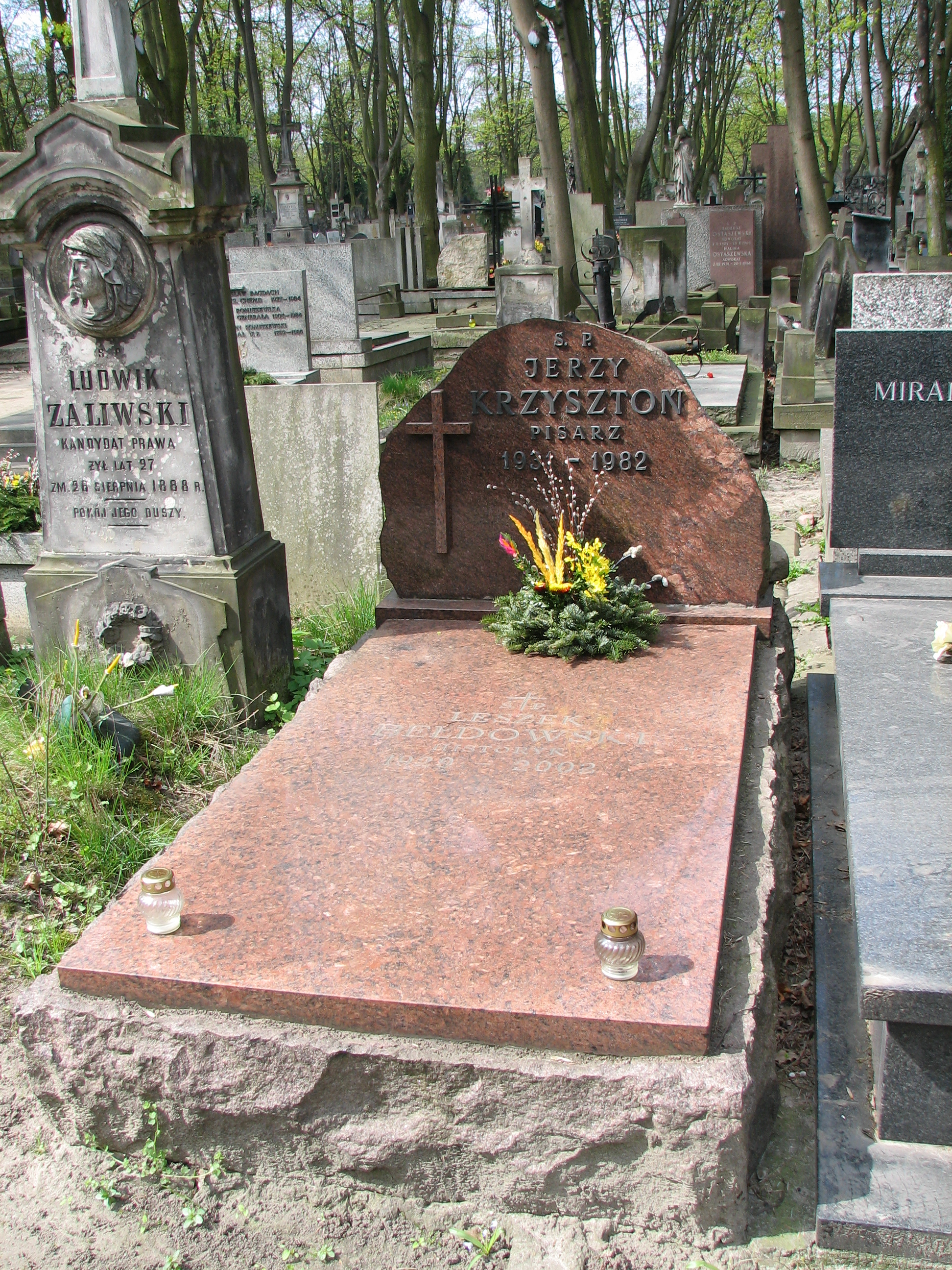
Nagrobek Jerzego Krzysztonia na cmentarzu Powązkowskim

Jerzy Krzysztoń (ur. 23 marca 1931 w Lublinie, zm. 16 maja 1982 w Warszawie) – polski prozaik, dramaturg, reportażysta i tłumacz, a także scenarzysta.

## Życiorys
Urodził się 23 marca 1931 w Lublinie. Dzieciństwo i wczesne lata szkolne spędził w Grodnie. W 1940 wraz z matką i bratem został wywieziony do Kazachstanu, gdzie uczęszczał do szkoły rosyjskiej i gdzie jako 11-latek stracił lewą rękę. W 1942 wraz z armią Andersa został ewakuowany do Iranu. W latach 1944–1947 przebywał w Indiach (Valivade), a następnie w Ugandzie (Masindi), gdzie uczył się w polskiej szkole i działał w harcerstwie. W lipcu 1948 wraz z rodziną powrócił do Polski – do Lublina. Tu w 1949 uzyskał maturę w Liceum Ogólnokształcącym im. S. Staszica i rozpoczął studia na KUL w zakresie filologii polskiej i angielskiej. Poślubił Halinę Panfiłowicz. W 1952 przeniósł się do Warszawy, gdzie pracował w Stowarzyszeniu „Pax”, w redakcjach tygodników „Dziś i Jutro” oraz „Kierunki”. Kontynuował studia i w 1953 ukończył polonistykę, a w 1955 filologię angielską. W 1956 zmienił pracę i został kierownikiem Redakcji Słuchowisk Polskiego Radia. W latach 1979–1981 w Polskim Radiu prowadził niedzielną audycję Poczta Literacka.
Debiutował w 1949 opowiadaniem Wspomnienia indyjskie, które weszło później w skład książki Opowiadania indyjskie (1953), poświęconej przeżyciom cywilnej ludności polskiej, która wyszła z ZSRR wraz z armią Andersa. Napisał szereg opowiadań zebranych w tomy Sekret i inne opowiadania (1956), Sandżu i Paweł (1959), Złote Gody (1965), Panna radosna (1969) i Cyrograf dojrzałości (1975). W 1967 na podstawie opowiadania Cyrograf dojrzałości powstał film pod tym samym tytułem. Cenne są jego reportaże z pobytu w USA Skok do Eldorado (1967). W swej twórczości posługiwał się zróżnicowanymi formami literackimi, np. czarnym humorem, groteską i symbolizmem. Był też autorem licznych słuchowisk radiowych oraz tłumaczem powieści i opowiadań z języka angielskiego (m.in. Miasteczko Winesburg Sherwooda Andersona, Jeździec na niebie i inne opowiadania Ambrose’a Bierce’a).
W 1953 otrzymał nagrodę literacką młodych im. W. Pietrzaka, a wśród licznych nagród i wyróżnień za twórczość słuchowiskową – nagrodę Ministra Obrony Narodowej za cykl słuchowisk Polacy na frontach II wojny światowej. Odznaczony został m.in. Złotym Krzyżem Zasługi w 1974 oraz Krzyżem Kawalerskim Orderu Odrodzenia Polski – w 1982.
W ostatnich latach życia, w których napisał trzytomową powieść Obłęd, chorował i okresowo przebywał w szpitalu psychiatrycznym. Powieść ta, osnuta na motywie choroby psychicznej (urojenie prześladowcze), przepełniona jest gorzką refleksją o współczesnym świecie.
Jerzy Krzysztoń zmarł śmiercią samobójczą 16 maja 1982 roku, skacząc o godzinie 14 z okna swego mieszkania na trzecim piętrze przy ulicy Madalińskiego w Warszawie. Pochowany na cmentarzu Powązkowskim w Warszawie (kwatera 75-1-27).
Bohaterem książki Krzyż południa z 1983 roku jest ks. hm Zdzisław Peszkowski (w fabule występuje jako „Jastrzębiec” – herb rodowy księdza).

## Twórczość

### Opowiadania
- Wspomnienia indyjskie (1949)
- Opowiadania indyjskie (1953)
- Sekret i inne opowiadania (1956)
- Sandżu i Paweł (1959)
- Złote Gody (1965)
- Panna radosna (1969)
- Cyrograf dojrzałości (1975)

### Powieści
- Kamienne niebo (1958)
- Wielbłąd na stepie (1978)
- Obłęd (1979)
- Krzyż Południa (1983) (wydana pośmiertnie)

### Scenariusze
Źródło: FilmPolski.pl
- 1967: Cyrograf dojrzałości
- 1965: Dzień ostatni, dzień pierwszy (Nazajutrz po wojnie)
- 1959: Kamienne niebo

### Inne
- Cykl reportaży z pobytu w USA Skok do Eldorado (1967)
- Słuchowiska radiowe:
  - Rodzina pechowców (1958)
  - Ten nieznajomy (1965)
  - Chłopcy spod Verdun
  - Sakramencka ulewa (1973)
- Poczta literacka: felietony radiowe, 1985.